# 鄭大永
鄭大永（JUNG Dae-Young，1981年8月12日—），韓國女子排球運動員，曾為韓國國家女子排球隊隊員。

## 簡歷
2012年7月，鄭大永代表韓國出戰英國倫敦舉行的奥林匹克运动会女子排球比賽。